# Calathea verecunda
Calathea verecunda är en strimbladsväxtart som beskrevs av H.A.Kenn. Calathea verecunda ingår i släktet Calathea och familjen strimbladsväxter. Inga underarter finns listade.